# Theatermotiv

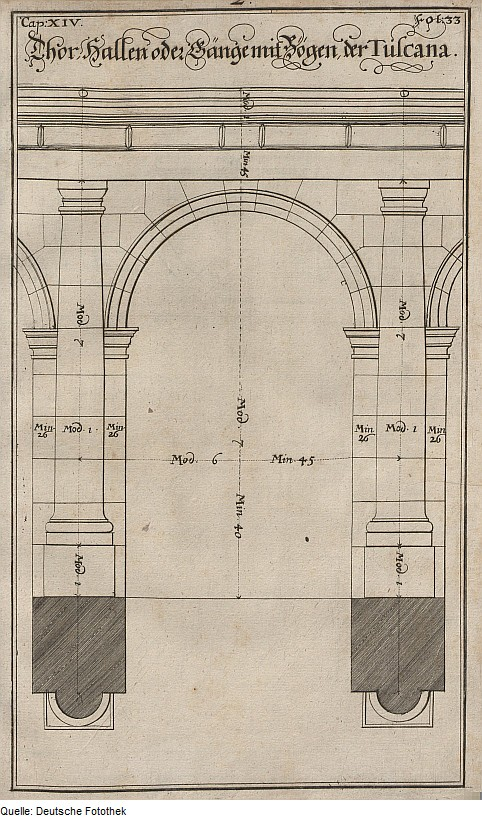
Tabulariummotiv in einer deutschen Palladio-Ausgabe von 1698

Das Theatermotiv, auch Theaterwandmotiv oder Tabulariummotiv genannt, ist in der historischen Architektur eine Wandgliederung aus Pfeiler-Arkaden, denen Halbsäulen auf Postamenten mit Architrav vorgeblendet sind.

## Beschreibung
Das Theatermotiv ist ein Gliederungsschema klassisch-römischer und neuzeitlicher Fassaden. Pfeiler und Bogen sind dabei Teil des Gebäudetragwerks, während Säule und Gebälk nur eine optisch gliedernde und selbsttragende Funktion einnehmen. 

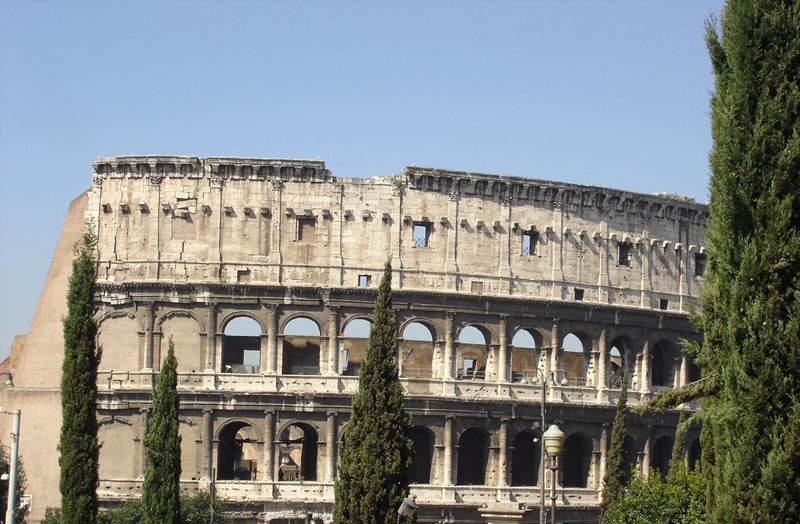
Fassade des Kolosseums in Rom mit Theatermotivgliederung in Superposition

## Begriff, Geschichte und Anwendung
Der Begriff Theatermotiv wird aus der ursprünglichen Verwendung des Motives für die Gliederung der Außenwände römischer Theater und Amphitheater abgeleitet, beispielsweise des Marcellustheaters oder des Kolosseums in Rom. Das Theatermotiv ist verwandt, aber nicht zu verwechseln mit dem Triumphbogenmotiv, das ebenfalls mit der Kombination von Bogen und Säulenstellung operiert.
Die Bezeichnung Tabulariummotiv rührt vom Tabularium in Rom (erbaut 80 v. Chr.), wo diese Bauform erstmals auftrat.
Beides sind Erweiterungen der Gliederungsmöglichkeiten griechisch-antiker Architektur und boten die Möglichkeit, auch massive Wände mit den Mitteln der klassisch-griechischen Säulenordnung zu gliedern. Während die bauliche Struktur in der Pfeilerarkade besteht, dient die aufgeblendete Säulenordnung der Dekoration und Gliederung des Baukörpers.
Im Zusammenhang mit dem Theaterwandmotiv werden in der Regel Säulen verschiedener Ordnungen übereinander angeordnet. Dabei gilt in der Regel folgende Hierarchie für die Abfolge der Ordnungen (von unten nach oben): toskanisch oder dorisch, ionisch, korinthisch und komposit. Wichtige frühneuzeitliche Beispiele für dieses als Superposition bezeichnete Gestaltungsprinzip sind die Hauptfassaden des Palazzo Rucellai in Florenz und des Palazzo Barberini in Rom.

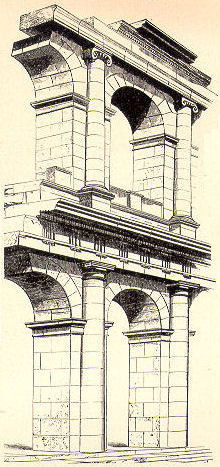
Marcellustheater, Rom, Gliederung der Fassade mit Theatermotiv in Superposition

Weite Verbreitung fand das Theatermotiv als Gliederungselement für neuzeitliche Architektur durch die an der römischen Antike orientierten architekturtheoretischen Traktate der Renaissance. Für Alberti steht das Zwei-Schichten-Modell des Theatermotives im engen Zusammenhang mit seiner Definition von Schönheit (pulchritudo) und Ornament (ornamentum). Der Mauerwerkskörper, zu dem die Pfeiler-Bogen-Stellung gehört, ist, so Alberti, der eigentliche Träger der Schönheit. Er wird aus Wandscheiben zusammengesetzt, die durch Mauerwerksarkaturen, zusammengesetzt aus Pfeiler und Bogen, perforiert werden.
Da der Zustand absoluter Schönheit in der Wirklichkeit nicht erreichbar sei, bedürfe das Gebäude des äußerlich aufgebrachten Ornamentes, um seine Vorzüge zu unterstreichen und seine Schwächen zu verdecken. Der kostbarste Baustein des Ornamentes sei die Säule mit dem zugehörigen Gebälk. Aus der Kombination der Sphären von Schönheit und Ornament ergibt sich, dass Säulen-Gebälk-Stellungen als Ornamentschicht vor Pfeiler-Bogen-Stellungen stehen, wie dies exemplarisch im Theatermotiv demonstriert wird.
Bei Serlio wird das System der Arkaturgliederung durch vorgeblendete Säulen-Gebälk-Stellungen im vierten Buch im Kapitel über die toskanische Ordnung vorgestellt. Nach der systematischen Einführung stellt Serlio in den Grafiken zu den anderen Ordnungen eine breite Palette von Nutzungsmöglichkeiten für das Theatermotives vor.
In den nachfolgenden, auf Grafik basierten Traktaten von Palladio, Vincenzo Scamozzi und Vignola wird neben der reinen Säulen-Gebälk-Stellung der griechischen Architektur immer auch ein ordnungsgerechtes Theatermotiv als Modell für die Gliederung einer geschlossenen Wand abgebildet.

## Theatermotiv in verschiedenen Säulenordnungen (17. Jahrhundert)

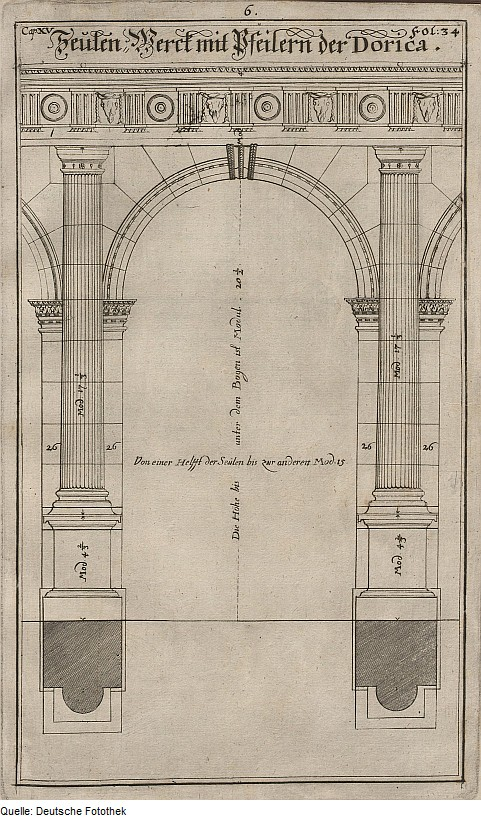
Dorische Ordnung
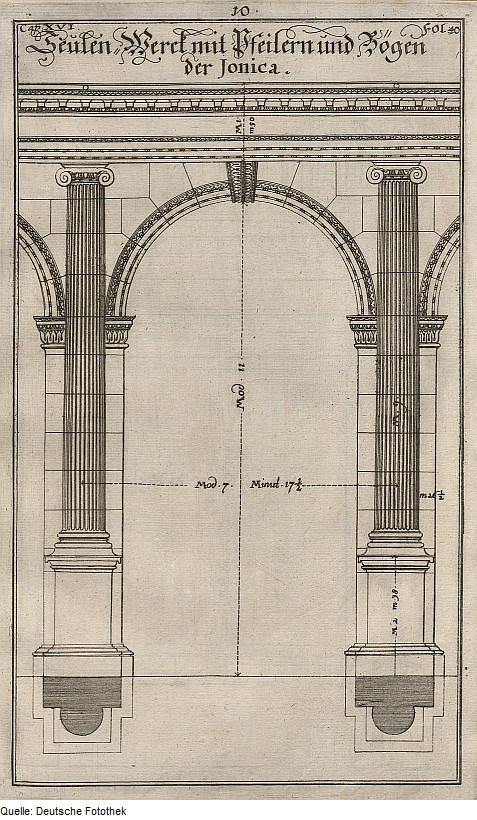
Ionische Ordnung
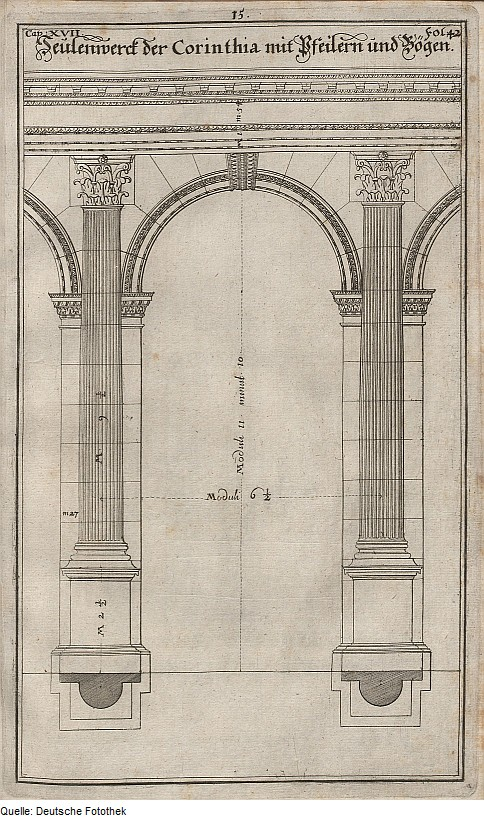
Korinthische Ordnung
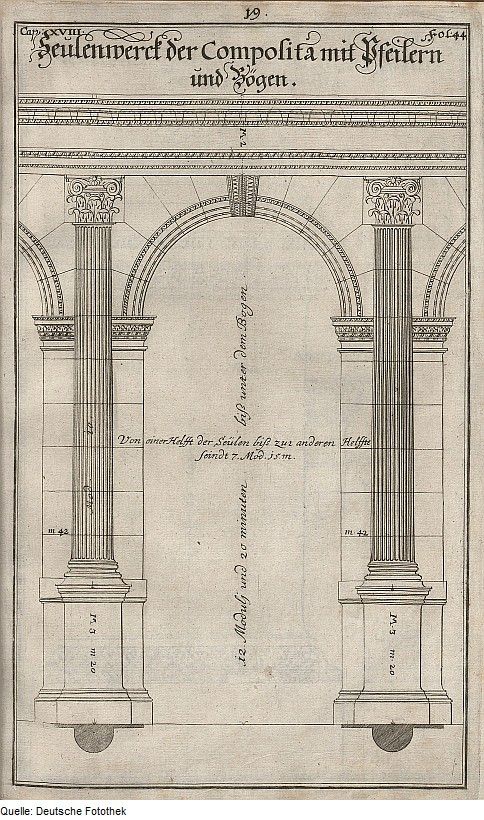
Kompositordnung